# Reading Rainbow
Reading Rainbow è una serie televisiva per bambini statunitense andata in onda su PBE dal 6 giugno 1983 al 10 novembre 2006. La serie incoraggia i bambini alla lettura, concentrando ogni episodio su una storia ispirata alla letteratura per ragazzi.
La serie è presentata da LeVar Burton, ogni episodio affiancato da una celebrità. Fra i vari personaggi ospitati dallo show si possono citare Michael Ansara, Flavor Flav, Bill Cosby, Hulk Hogan, Héctor Elizondo, Peter Falk, Richard Gere, Lionel Richard, Run-D.M.C., Bobby McFerrin e Zelda Rubinstein
Reading Rainbow ha vinto un Peabody Award e ventisei Emmy Award, dieci dei quali nella categoria "migliore serie per ragazzi".